# クリスチャーヌ・トビラ
クリスチャーヌ・トビラ（フランス語: Christiane Taubira、1952年2月2日 - ）は、フランス海外地域圏ギアナ生まれの女性政治家。地元ギアナの左翼急進党(PRG)系地域政党「ワルワリ」の党首。2002年フランス大統領選挙においてPRGの候補者であった。2012年フランス大統領選挙にて当選したフランソワ・オランド大統領のもとのエロー内閣およびヴァルス内閣にて国璽尚書、司法大臣を務める。一任された時からセクシャルハラスメントを特に解決しようと述べた。
大臣就任後は、黒人女性政治家ということで、様々なヘイト、攻撃を受けた。
2013年には同性婚の法制化に尽力。法案はトビラ法とも呼ばれた。
2016年1月にテロに対応した憲法への修正方針に対するオランド大統領、ヴァルス首相との対立により司法大臣を辞任した。